# Fundación Ibercaja
La Fundación Ibercaja es una fundación bancaria española con sede en Zaragoza. Es la entidad resultante de la transformación, en 2014, de la Caja de Ahorros y Monte de Piedad de Zaragoza, Aragón y Rioja, una caja de ahorros cuyo nombre comercial era "Ibercaja", la cual había traspasado su actividad financiera a Ibercaja Banco en 2011. Su actividad consiste en el mantenimiento y difusión del patrimonio y la obra social y cultural heredada de la caja de ahorros.
El 17 de junio de 2014, la Asamblea General aprobó la transformación de la entidad en la Fundación Bancaria Ibercaja, de acuerdo con lo previsto en la Ley de Cajas de Ahorros y Fundaciones Bancarias.
El nombre "Ibercaja" se mantiene como marca comercial de Ibercaja Banco, entidad de la que la fundación posee parte del accionariado (a 31 de diciembre de 2024, un 88,04%).

## Historia

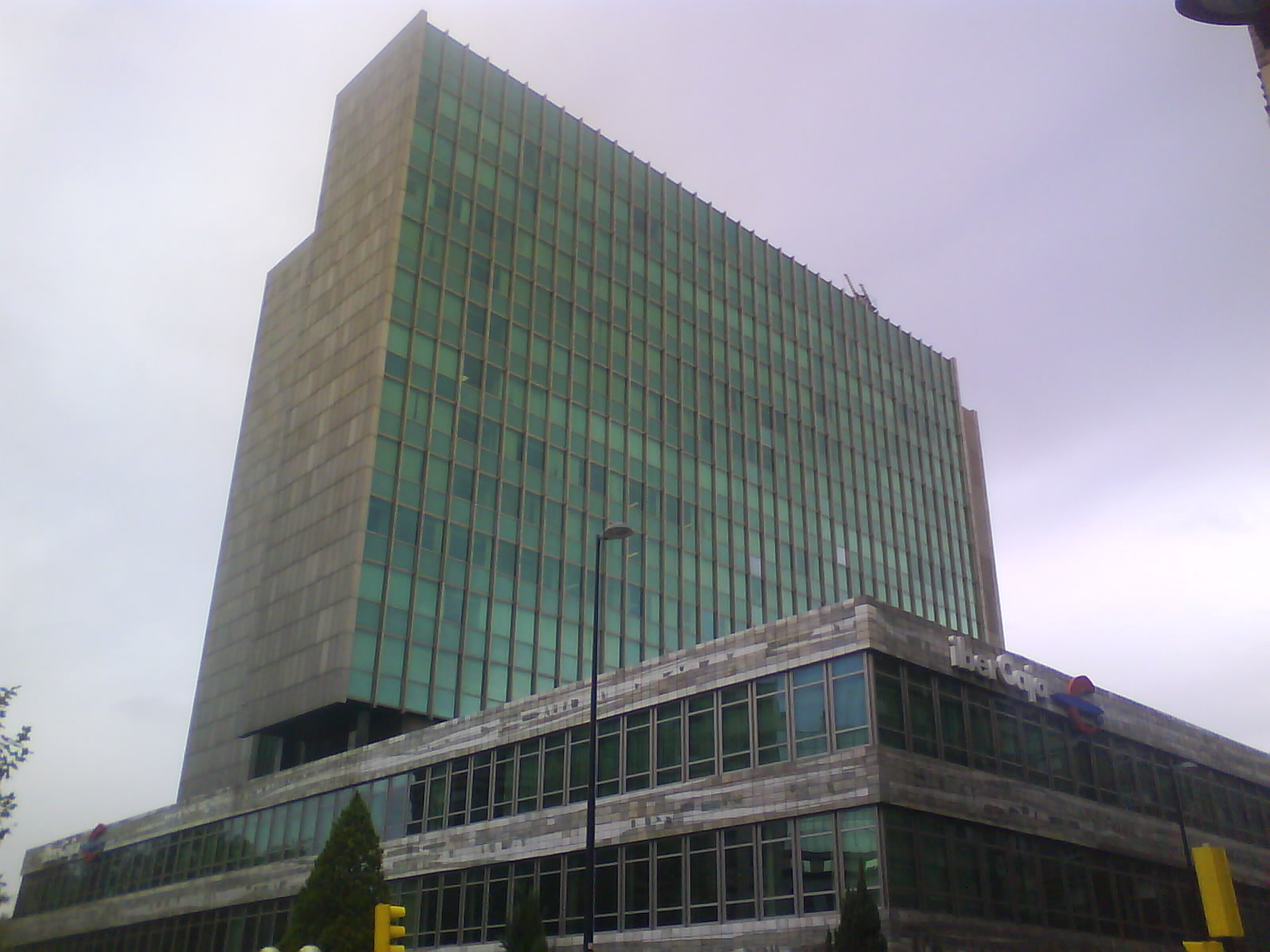
Antigua sede de la caja de ahorros en Zaragoza, actualmente sede de Ibercaja Banco.

En 1863, Mariano Royo Urieta propuso a la Real Sociedad Económica Aragonesa de Amigos del País crear una caja de ahorros. El 28 de enero de 1873, la entidad fue fundada y aprobada por Real Orden, pero no fue hasta el 28 de mayo de 1876 cuando inició sus actividades desde el mismo edificio de la citada sociedad.
En 1933, la entidad tomó la denominación de Caja de Ahorros y Monte de Piedad de Zaragoza, nombre que cambió en 1948 tras haber expandido su ámbito de actuación, habiendo abierto en este período oficinas en las tres provincias aragonesas y La Rioja, pasando a llamarse Caja de Ahorros y Monte de Piedad de Zaragoza, Aragón y Rioja.
En 1988, la entidad cambió su imagen corporativa y pasó a denominarse con el nombre comercial de "Ibercaja".
Tras comenzar a implantarse en las provincias de Lérida, Tarragona y Barcelona, se produjo la integración de la Caja Rural de Catalunya, en 1991.
Con la llegada de Amado Franco a la presidencia del Consejo de Administración en el año 2004, la entidad inició un nuevo plan estratégico para el trienio 2005-2007 con el que pretendía conseguir 150 nuevas oficinas y ganar 500 000 clientes por todo el territorio español.
En 2009, poseía unos activos de 43 589 millones de euros y 4 957 empleados. Ese mismo año, obtuvo 175,7 millones de euros de beneficio.

### Ibercaja Banco
El 26 de julio de 2011, la asamblea de la Caja de Ahorros y Monte de Piedad de Zaragoza, Aragón y Rioja aprobó, en sesión extraordinaria, la creación de Ibercaja Banco S.A.U., y el traspaso de la actividad financiera de la caja de ahorros a esta nueva entidad, a través de la cual la desarrollaría indirectamente. La caja se convirtió en la accionista del 100% del banco, cuyos dividendos revertirían en la obra social de la misma.
El 25 de julio de 2013, Ibercaja Banco adquirió el 100% de Caja3 arrancando así la segunda fase de la integración en la que convivieron transitoriamente las dos entidades. Ibercaja Banco quedó participado en un 87,8% por la caja de ahorros fundadora y en un 12,2% por las tres cajas accionistas de Caja3. Dicha integración culminó el 1 de octubre de 2014 con la fusión por absorción de Caja3 por Ibercaja Banco.

### Transformación en fundación
El 17 de junio de 2014, la Asamblea General aprobó la transformación de la entidad en la Fundación Bancaria Ibercaja, de acuerdo con lo previsto en la Ley de Cajas de Ahorros y Fundaciones Bancarias. Dicha fundación tiene una doble función social y financiera, ya que a través de ella se lleva a cabo la obra social y cultural, así como la gestión de su patrimonio en Ibercaja Banco. Su principal radio de acción abarca el territorio nacional, prestando especial atención a Aragón, La Rioja y Guadalajara, zonas tradicionales de la caja de ahorros. La fundación tiene su sede en Zaragoza y un balance de 2 700 millones de euros.
El 16 de marzo de 2016, se anunció que Amado Franco, presidente de Ibercaja desde 2004 y de Ibercaja Banco desde 2011, dejaría la Fundación, dueña de la entidad financiera, para cumplir con la Ley de Cajas. Le sustituyó Honorio Romero Herrero, director de la Real Sociedad Económica Aragonesa de Amigos del País y patrono de la Fundación desde su creación.

## Presidentes del Consejo de Administración de la caja de ahorros
- Federico de Sarva (1876)
- Marcelo Guallart (1880)
- Desiderio de la Escosura (1884)
- Luis Franco y López (1890)
- Alejandro Esteban Sala (1896)
- Florencio Jardiel y Dobato (1900)
- Antonio Lasierra Purroy (1931)
- Francisco Rañoy Carvajal (1938)
- Genaro Poza Ibáñez (1959)
- José María García-Belenguer y García (1966)
- Fernando Almarza Laguna de Rins (1975)
- José Luis Martínez Candial (1987)
- Manuel Amador Pizarro Moreno (1995)
- Amado Franco Lahoz (2004)

## Obra social
En 2017, se esperaba que el presupuesto que Ibercaja Banco destinara al mantenimiento de la Obra Social de las fundaciones accionistas del mismo (entre ellas, Fundación Ibercaja) superara los 30 millones de euros.